# 徳田たつ

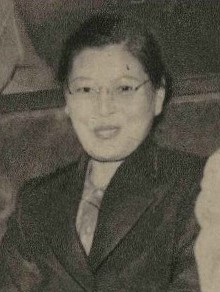
徳田たつ

徳田 たつ（とくだ たつ、1898年3月5日 - 1989年9月6日）は、日本の政治運動家、革命家。徳田球一の妻であり、従兄・耕作の未亡人であった。

## 経歴
静岡県出身。旧姓金原。はじめ徳田球一の従兄である徳田耕作と結婚したが、のちに徳田球一と再婚。死後は球一と同じ墓所で眠る。
1927年2月26日徳田球一が三・一五事件で逮捕される。1946年、出獄した徳田球一と結婚。
1953年10月14日、徳田球一は北京で客死したが、彼の死は1955年まで明かされなかったため、同年8月25日に志賀義雄とともに、遺骨受け取りに訪中。
1962年、毛沢東と中国共産党の招きにより1972年まで中国に滞在。宮本顕治を弾劾し、文化大革命を支持した。
1982年、日本共産党（行動派）が挙行した革命英雄記念祭に参列。同年、丹野セツと徳田・渡政会結成、相談役に就任。1984年、日本共産党（行動派）第6回全国協議会に参加するなど、以降共闘関係にあった。墓所は多磨霊園。

## 関連文献
- 「対談『革命家の妻』 野坂龍 vs 徳田たつ」(『改造』1947年11月号 所収)